# Subterranean Masquerade
Subterranean Masquerade (МФА: [ˌsʌbtəˈreɪnjən ˌmæskəˈreɪd])  — группа, играющая прогрессивный метал. Основана в 1997 году Томером Пинком , который является гитаристом и автором большинства песен группы.

## История
Начавшись как проект, состоящий из постоянно меняющихся гостевых и сессионных музыкантов, Subterranean Masquerade постепенно превратилась в группу со стабильным составом.
В 2013 году, после шести лет бездействия, Subterranean Masquerade меняет состав и записывает ЕР «Home». 
Барабанщик Матан Шмуэли (Orphaned Land) и гитарист Ор Шалев присоединились к группе в процессе записи двухпесенного ЕР, который группа распространяла самостоятельно и исключительно на виниле.
В 2014 году, во время записи второго полноценного студийного альбом, группа объявила Кьетила Нордхуса (Tristania, Green Carnation) в качестве своего нового вокалиста, и Шая Ялина (Solstice Coil) в качестве нового клавишника.
Хотя чаще всего их характеризуют как прогрессив-метал,  Subterranean Masquerade также активно используют элементы ориентальной музыки, джаза, психоделик-рока и авангардного метала, а также характерный для дэт-метала экстремальный вокал.
Релиз 2004 года (ЕР) «Temporary Psychotic State» помог группе добиться признания в среде представителей андерграундной металлической сцены. Альбом 2005 года «Suspended Animation Dreams» вначале получил смешанные отзывы, однако позже, в 2014 году, был включен в Топ-50 прогрессив-металл альбомов 2000-х по версии Prog Sphere. 
ЕР «Home» был выпущен в 2013 году после шести лет бездействия группы, и включал в себя два трека: собственную песню Subterranean Masquerade «Home» и кавер на песню группы The Mission — «Beyond The Pale». 
Отзывы на этот релиз были очень благосклонными, и породили большие надежды на грядущий полноформатный альбом группы.
В январе 2015 года Subterranean Masquerade выпустили второй полноформатный студийный альбом The Great Bazaar с Кьетилом Нордхусом в качестве основного вокалиста и Полом Кюром в качестве экстрим-вокалиста.
Альбом характеризует смешение множества стилей, активное использование ближневосточных мелодий, а также присутствие необычных для металла инструментов – таких как кларнет, флейта, уд и труба.
В феврале того же года группа объявила о приходе Элирана Вайцмана (Asgaut-band) на место экстрим-вокалиста в качестве замены Полу Кюру.

## Дискография

### Студийные альбомы
- Suspended Animation Dreams, 2005
- The Great Bazaar (album), 2015
- Vagabond, 2017

### Синглы
- Temporary Psychotic State, 2004
- Home, 2013

### Компиляции
- Dead Can Dance Tribute: The Lotus Eaters, 2004
- Cuts You Up - The Complete Dark 80's Covers Compilation, 2000